# Église conventuelle Saint-Paul de Valladolid
Pour les articles homonymes, voir Église Saint-Paul.
L'église conventuelle Saint-Paul (Iglesia conventual de San Pablo en espagnol) est une église de style gothique isabélin et Renaissance, faisant partie du monastère des dominicains, dans la ville de Valladolid en Espagne. Elle fut élevée entre les années 1445 et 1616. L'église se trouve dans un cadre particulièrement prestigieux, puisque face à l'église, sur la place Saint-Paul, se trouvent les « sites royaux » de Valladolid, à savoir le palais Royal et le palais de Pimentel (es). L'église est également adossée au collège San Gregorio.
Dans cette église, les rois Philippe II et Philippe IV ont été baptisés et l'église a été visitée par Napoléon Ier.

## Description

### Style

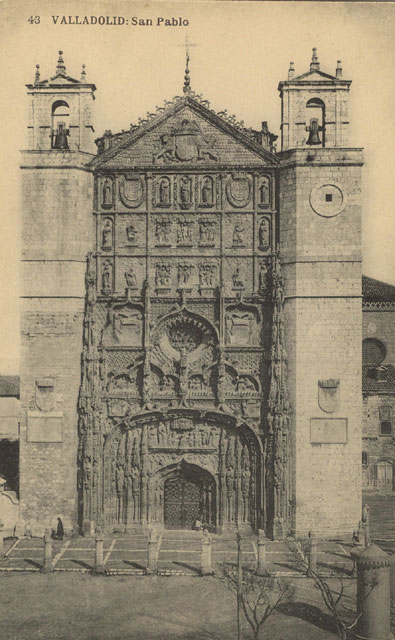
Vieille image de l'église au début du XXe siècle.

L'église est conforme au style utilisé aux temps des Rois catholiques, suivant un style qui se développe alors en Castille, le gothique isabelin. Comme les églises de style gothique tardif, elle a une nef unique avec des chapelles ouvertes dans les contreforts, un chœur élevé et un transept très marqué et plus haut que le reste de l'église. L'abside principale est de forme octogonale. L'ensemble de l'église est voûté de croisées d'ogive, reposant sur des corbeaux de style Renaissance, réalisés vers 1540.
Aux extrémités du transept s'ouvrent deux portails en pierre de style isabelin, élevés vers 1490 par Simon de Cologne. Celui de gauche permet d'accéder à la chapelle de la Crucifixion, puis fut utilisé pour sortir du cloître. Celui de droite sert de porte de la chapelle funéraire d'Alonso de Burgos (es).

### Façade

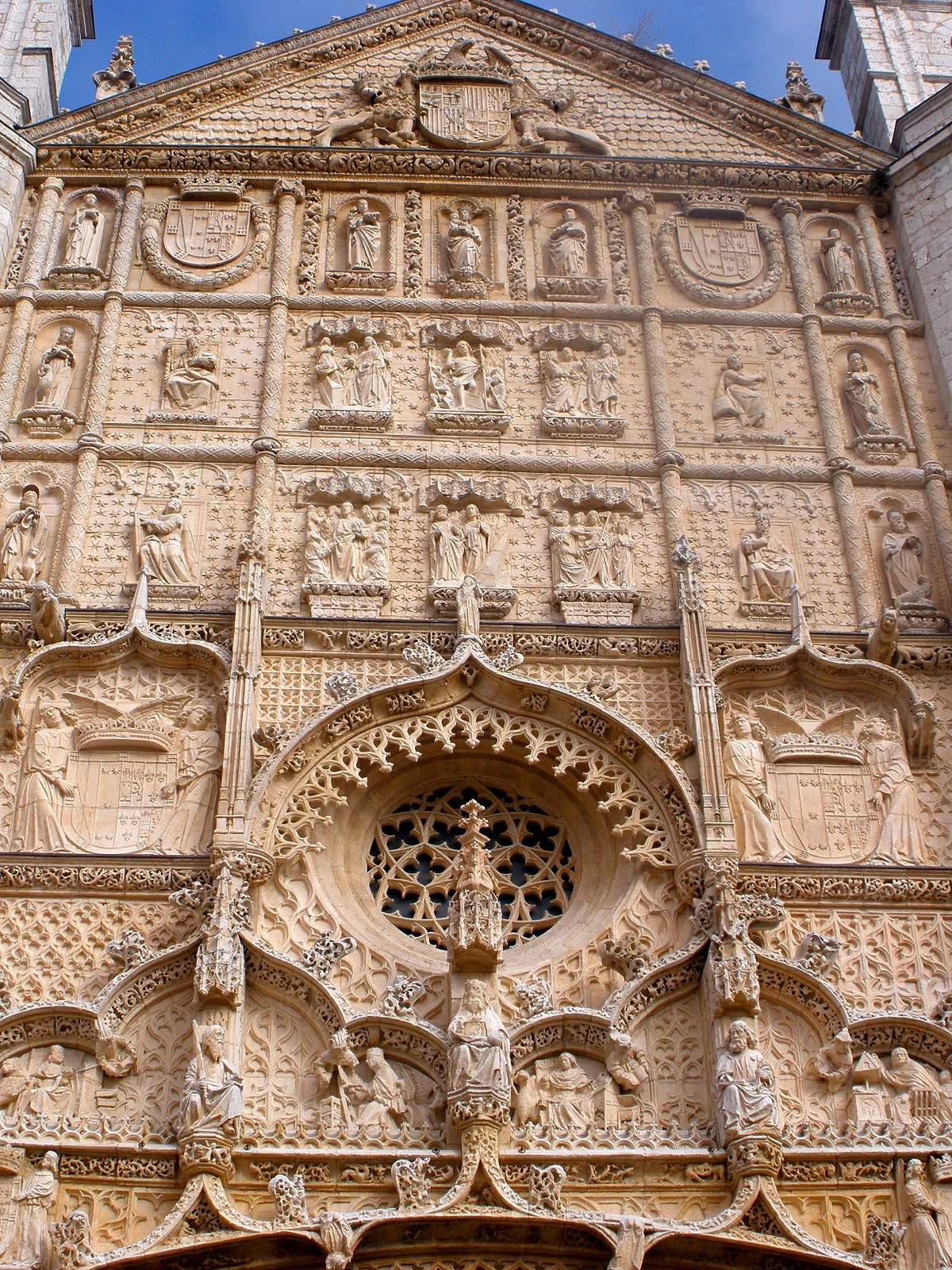
Façade de Saint-Paul.

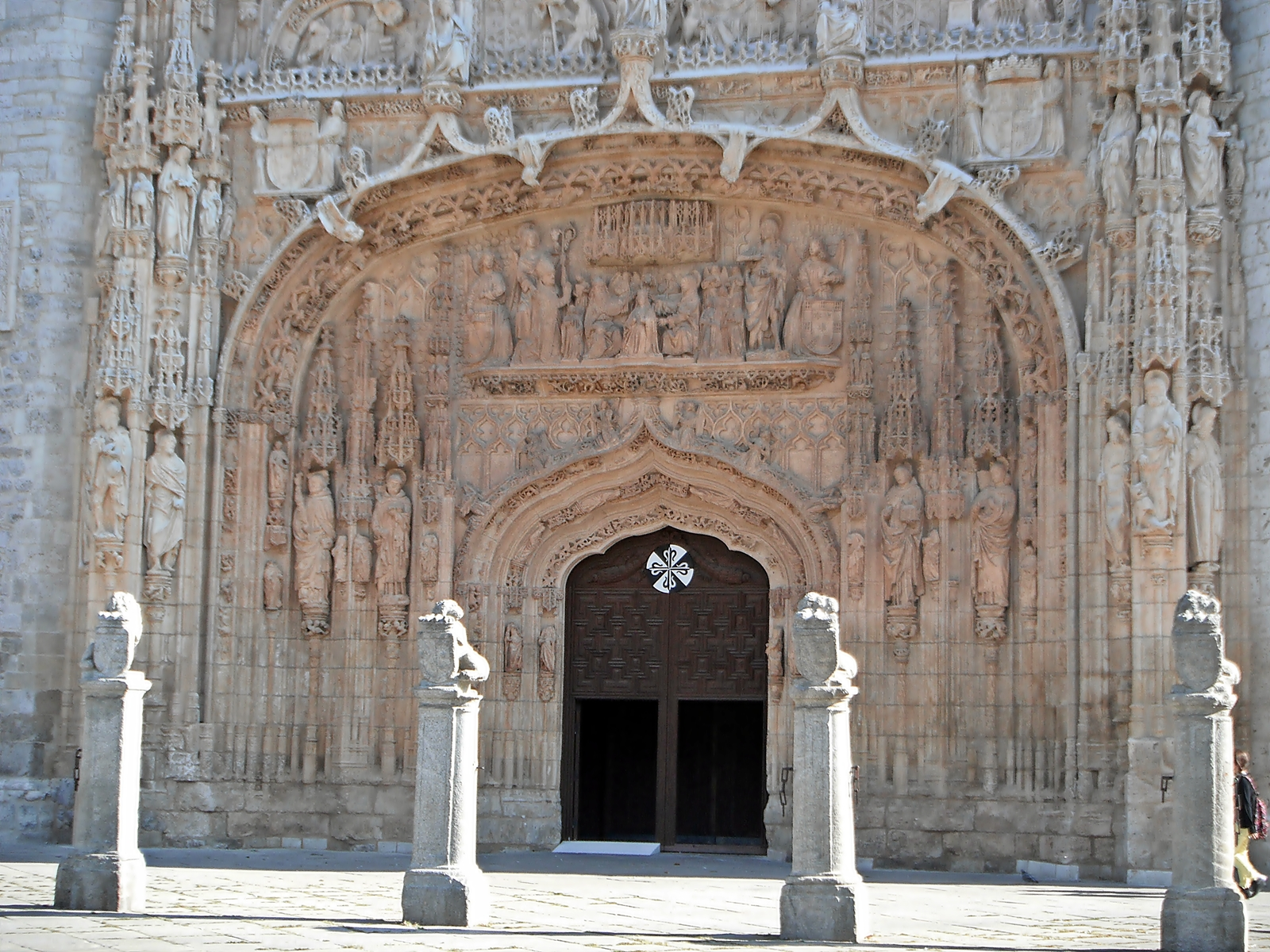
Portail.

L'église Saint-Paul est surtout remarquable pour sa façade du début de la Renaissance. Construite en deux temps, celle-ci illustre à merveille le passage du style isabélin au style plateresque : au premier appartient le corps inférieur, conçu par Simon de Cologne ; au second, le corps supérieur. Alors que la partie basse, avec sa rosace, se distingue par ses dentelures et ses arcs en accolade, la partie haute, divisée en panneaux ornés de statues, montre une composition plus sereine, bien que des éléments gothiques provenant d'autres édifices aient été utilisés.

## Galerie

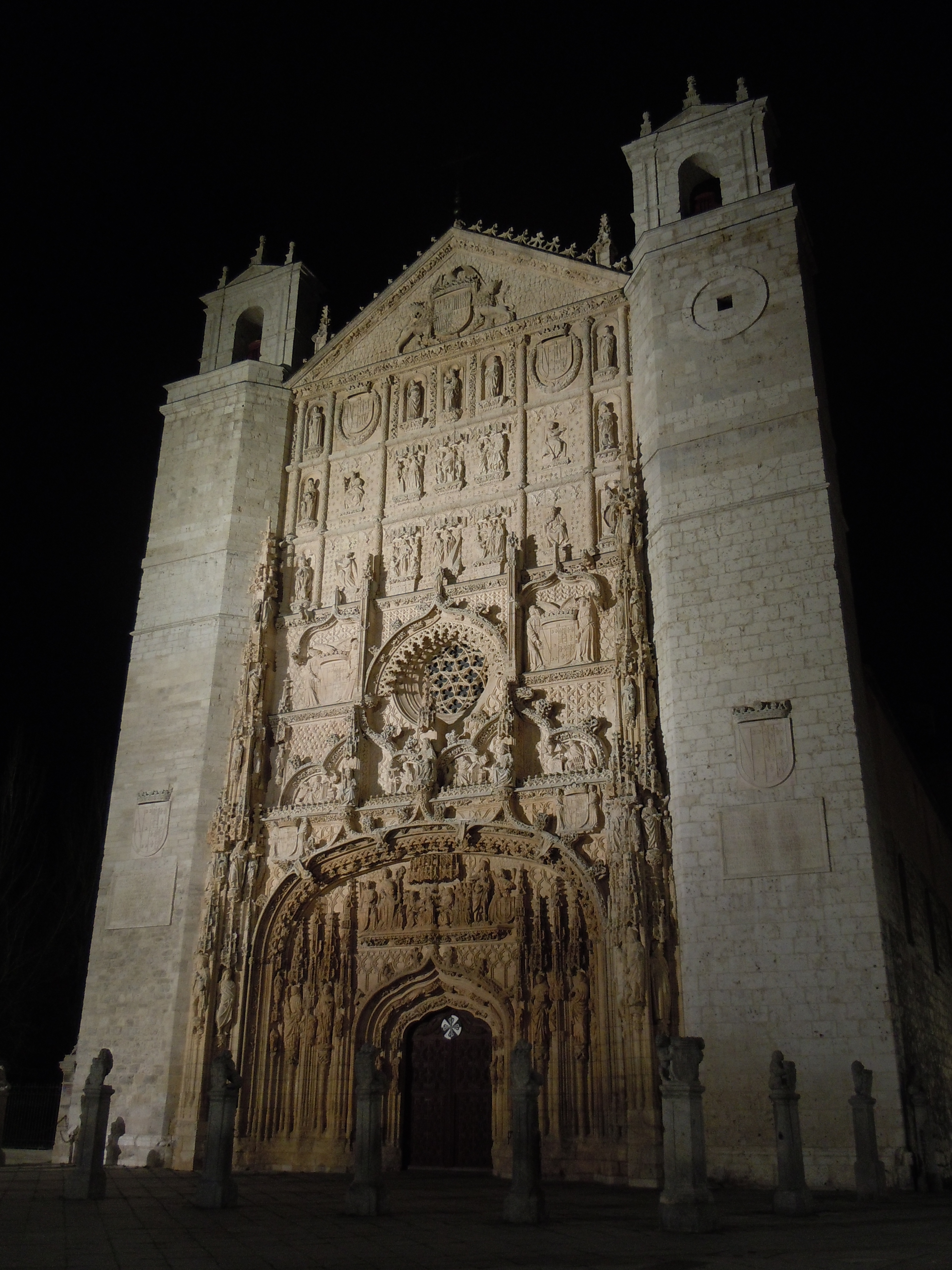
Façade de nuit.
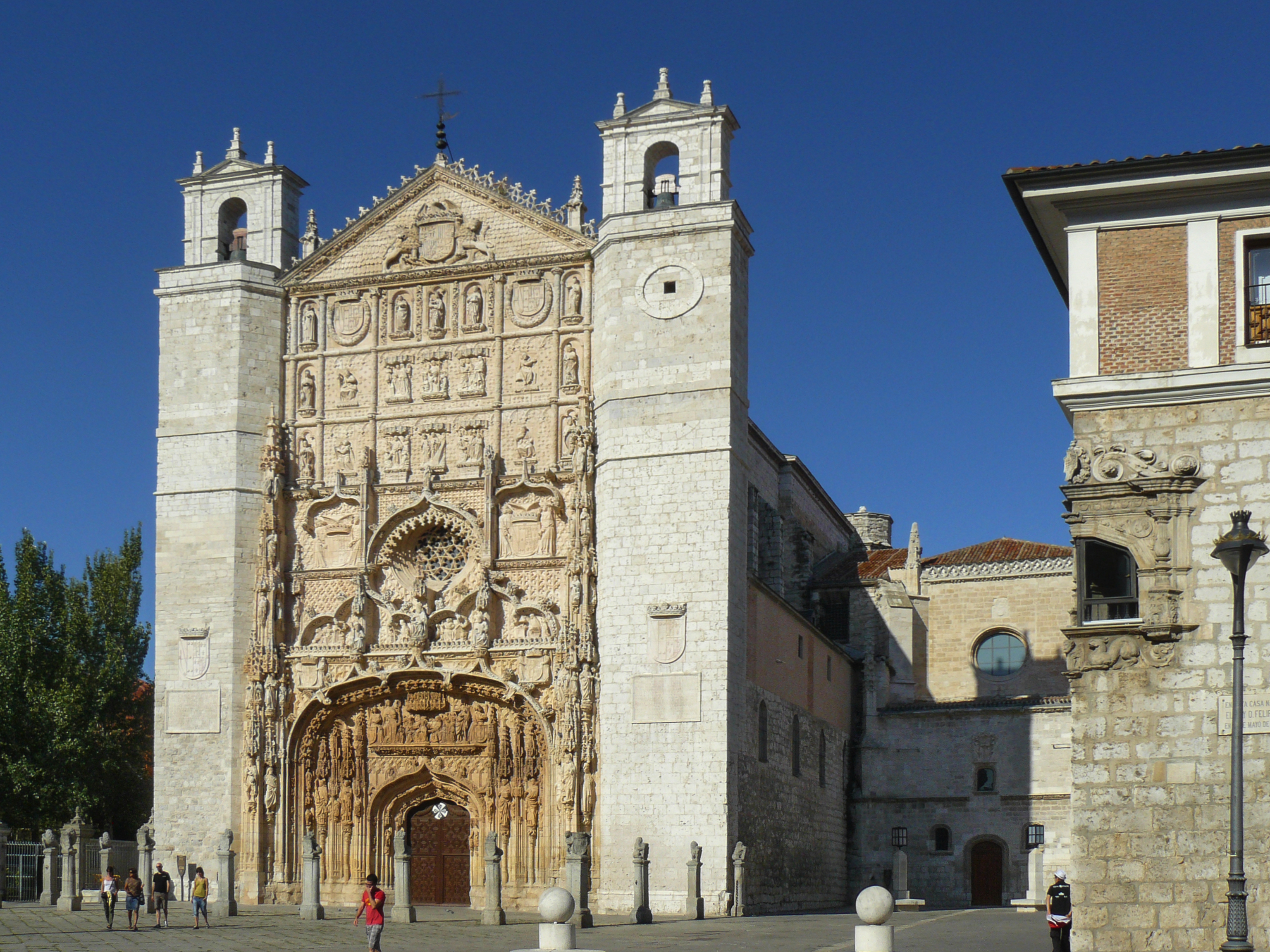
Façade sur la place Saint-Paul.
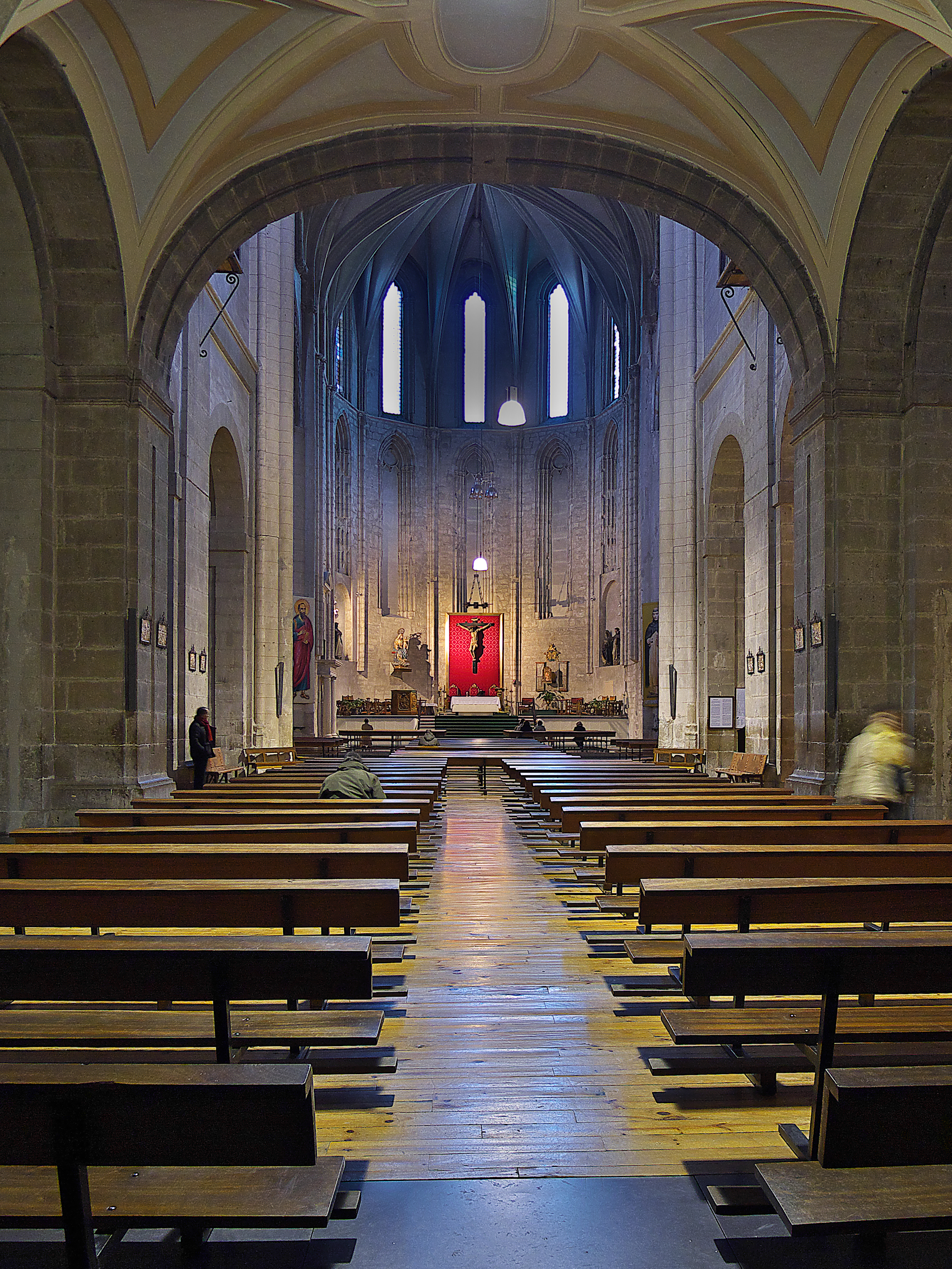
Nef centrale vers l'autel.
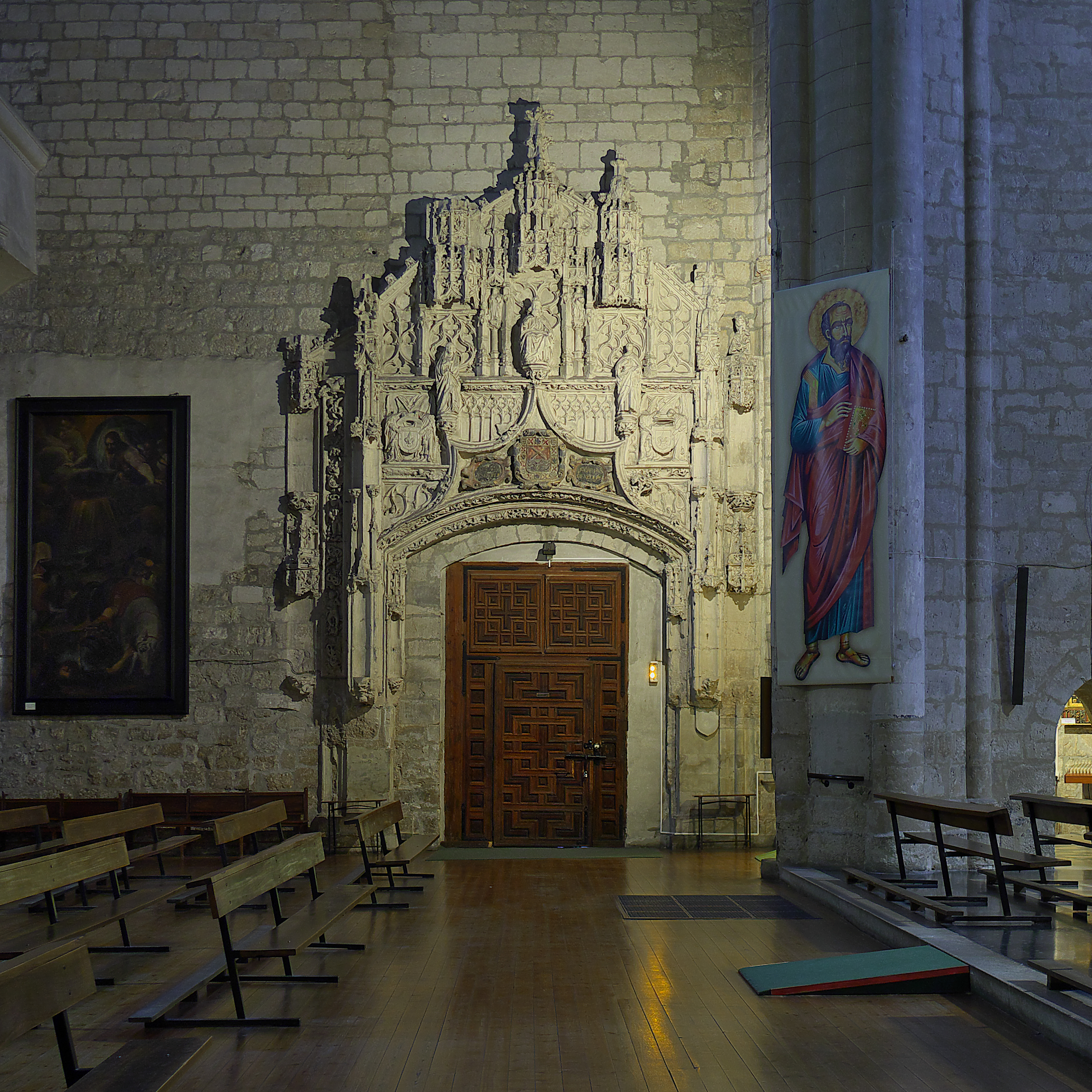
Porte de l'Évangile.
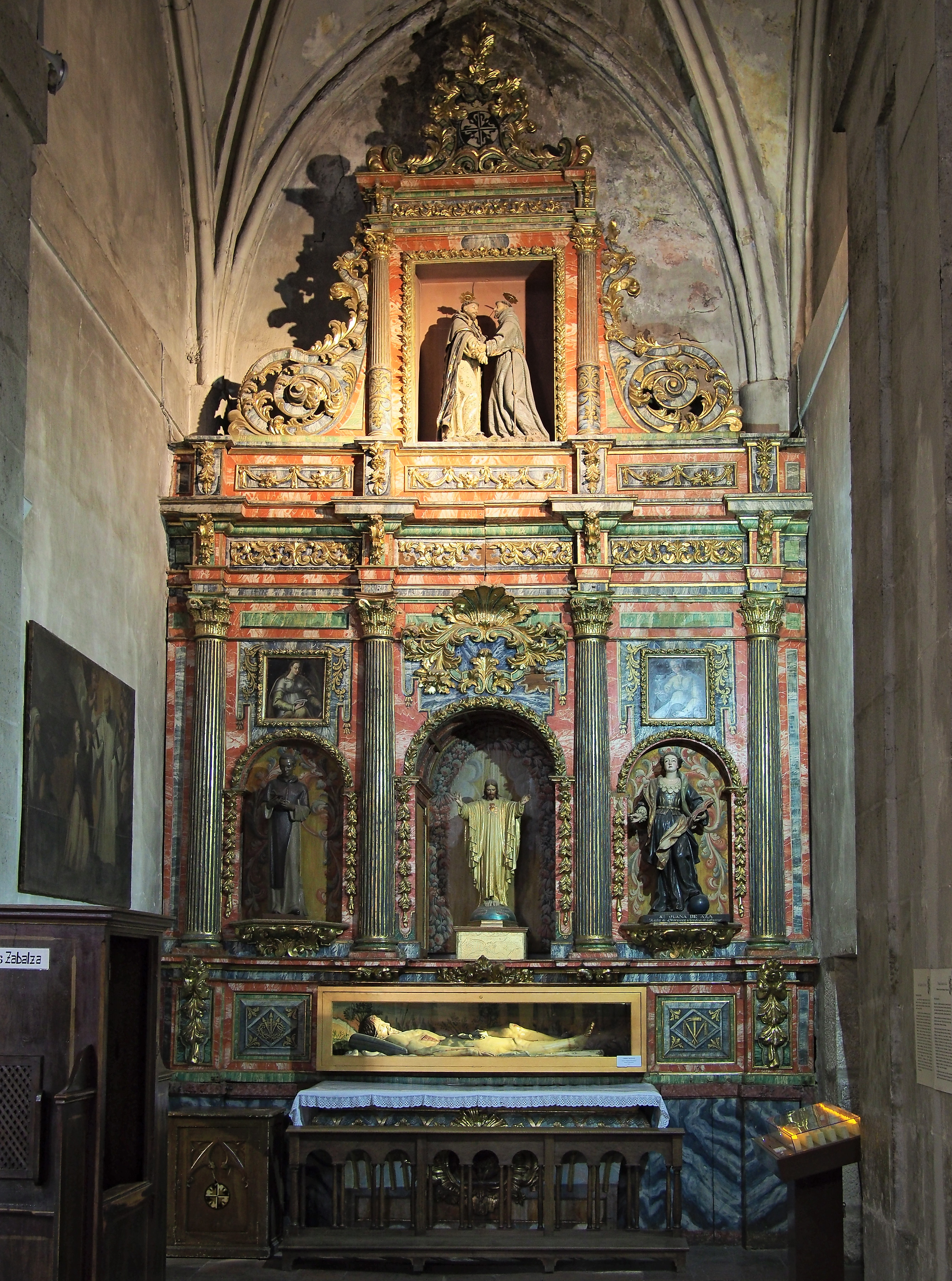
Chapelle du Sacré-Cœur.